# Vozera Hlyba
Vozera Hlyba (vitryska: Возера Глыба) är en sjö i Belarus.   Den ligger i voblasten Vitsebsks voblast, i den norra delen av landet, 250 km nordost om huvudstaden Minsk. Vozera Hlyba ligger 143 meter över havet. Arean är 0,94 kvadratkilometer. Den sträcker sig 1,4 kilometer i nord-sydlig riktning, och 2,5 kilometer i öst-västlig riktning.
I omgivningarna runt Vozera Hlyba växer i huvudsak blandskog. Runt Vozera Hlyba är det mycket glesbefolkat, med 7 invånare per kvadratkilometer.